# 南光台東
南光台東（なんこうだいひがし）は、宮城県仙台市泉区の町丁。郵便番号は981-8001。住民基本台帳に基づく人口は3,495人、世帯数は1,587世帯（2025年1月1日現在）。現行行政地名は南光台東一丁目から南光台東三丁目であり、全域で住居表示を実施している。旧泉市南光台東、仙台市南光台東。

## 地理
七北田丘陵の北東部、泉区の南に位置し、東側は宮城野区と接している。南は南光台南、西は南光台、北は松森、東は鶴ケ谷・鶴ケ谷北と接している。
かつては浦田山と呼ばれる仙台藩の御林であり猟場でもあったが、昭和30年代の中頃から造成が始まり、南光台・南光台東とともに仙台都市圏最大級の大規模団地へと変化を遂げた。明治時代ごろの南光台南は国有林と七北田村所有の雑木林が広がり、鶴ケ谷山道、北場山道などの近隣の村同士をつなぐ道が通っていた。また、前ヶ沢という谷川が流れていたものの、団地開発の際に埋め立てられ造成された。
- 丘陵：七北田丘陵

### 地名の由来
南光台の東にあることから名付けられた。（南光台の由来については南光台#概要も参照）

## 歴史

### 近代まで
江戸時代までは陸奥国宮城郡松森村の一部であった。当時の南光台東は仙台藩の御林であり、天ヶ沢という川を主流にいくつもの沢と谷が存在する丘陵地帯だった。
現在の南光台東一丁目には仙台藩の火薬貯蔵庫の松森焔硝蔵跡が残り、仙台市指定史跡に登録されている。元禄年間につくられ、常時600箱7,200貫（27t）の火薬が幕末～明治初年まで貯蔵されていた。仙台藩にはこの他に6か所（砂押・若林・鷺ヶ森・越路・辰ノ口）の火薬貯蔵庫があったとされているが、現存するのはこの松森焔硝蔵跡だけである。正徳5年（1715年）の古文書「軍器秘数」には既に「六百箱松森浦田御蔵」と記述があり、一説には建造はそれ以前の伊達政宗の時代だともいわれている。
明治時代に入ると、仙台藩の御林は国有林と七北田村所有になり、集落がこの林を管理する体制に変化した。

### 現代
第二次世界大戦後、この雑木林は集落民に分割され個人所有となった。1961年（昭和36年）、七北田村から放牧場として一部を借りていた関兵精麦の関兵馬は320万円でブルドーザーを購入し、個人所有となっていた土地を買収した上で南光台の開発を始めた。開発を始めた関兵馬は南光台の開発で巨万の富を得て史上最高額の所得をたたき出し、1971年の高額所得番付では全国1位にランクインしている。
造成により沢や谷が埋め立てられ、現在の南光台東一丁目付近の谷沿いにあった八瀧不動尊神社は1974年（昭和49年）、場所を移し現在の南光台南三丁目公園の位置に社が建てられた。この不動尊から湧き出る沢の水は頭痛や目の病にも効くといわれ、地元の人々が利用していたとされている。
1977年（昭和52年）、南光台地区にて住居表示が施行され、南光台東一丁目と南光台東二丁目が誕生した。同じくして南光台と南光台南でも住居表示が施行されている。その後の1986年（昭和61年）には南光台東地区に追加の住居表示が施行され、南光台東三丁目が誕生した。。

### 年表
- 1961年（昭和36年） - 関兵精麦の関兵馬が320万円でブルドーザーを購入し、南光台の造成が始まる。
- 1974年（昭和49年） - 八瀧不動尊神社が南光台南の南光台南三丁目公園へ移される。
- 1977年（昭和52年）8月1日 - 南光台地区の住居表示が施行され、南光台東一丁目と南光台東二丁目が誕生する。
- 1980年（昭和55年）4月1日 - 南光台東児童センターが設置される[14]。
- 1982年（昭和57年） - 松森焔硝蔵跡の発掘調査が始まる[10]。
- 1986年（昭和61年）2月1日 - 南光台東地区に追加の住居表示が施行され、南光台東三丁目が誕生する。
- 1987年（昭和62年）5月1日 - 松森焔硝蔵跡が仙台市指定史跡に登録される[10]。
- 1988年（昭和63年）3月1日 - 泉市の仙台市編入に伴い仙台市南光台東となる。
- 1989年（平成元年）4月1日 - 仙台市の政令指定都市移行に伴い泉区が設置され、仙台市泉区南光台東となる。

### 町名の変遷
町名の変遷は以下の通りとなる。
| 実施後         | 実施後    | 実施年月日   | 実施前（各町名ともその一部） | 実施前（各町名ともその一部） |
| 町名           | 番地      | 実施年月日   | 実施前（各町名ともその一部） | 実施前（各町名ともその一部） |
| -------------- | --------- | ------------ | ---------------------------- | ---------------------------- |
| 南光台東一丁目 | 全域      | 1977年8月1日 | 大字松森                     | 字前坂                       |
| 南光台東一丁目 | 全域      | 1977年8月1日 | 大字松森                     | 字八沢                       |
| 南光台東一丁目 | 全域      | 1977年8月1日 | 大字松森                     | 字陣ケ原                     |
| 南光台東二丁目 | 3番地1号  | 1977年8月1日 | 大字松森                     | 字長岫                       |
| 南光台東二丁目 | 16番地1号 | 1977年8月1日 | 大字松森                     | 字長岫                       |
| 南光台東二丁目 | 上記以外  | 1986年2月1日 | 大字松森                     | 字長岫                       |
| 南光台東三丁目 | 全域      | 1986年2月1日 | 大字松森                     | 字後沢                       |
| 南光台東三丁目 | 全域      | 1986年2月1日 | 大字松森                     | 字長岫                       |
| 南光台東三丁目 | 全域      | 1986年2月1日 | 大字松森                     | 字住吉                       |

## 世帯数と人口
2025年（令和7年）1月1日現在の世帯数と人口は以下の通りである。
| 町丁           | 世帯      | 人口    |
| -------------- | --------- | ------- |
| 南光台東一丁目 | 735世帯   | 1,468人 |
| 南光台東二丁目 | 635世帯   | 1,470人 |
| 南光台東三丁目 | 217世帯   | 557人   |
| 計             | 1,587世帯 | 3,495人 |

## 小・中学校の学区
小・中学校の学区は以下の通りとなる。
| 町丁           | 字・番地 | 小学校         | 中学校         |
| -------------- | -------- | -------------- | -------------- |
| 南光台東一丁目 | 全域     | 南光台東小学校 | 南光台東中学校 |
| 南光台東二丁目 | 全域     | 南光台東小学校 | 南光台東中学校 |
| 南光台東三丁目 | 全域     | 南光台東小学校 | 南光台東中学校 |

## 施設・名所・観光スポット

### 公共
- 仙台市立南光台東小学校（南光台東二丁目16-1）
- 仙台市立南光台東中学校（南光台東三丁目1-1）
- 南光台東コミュニティ・センター（南光台東二丁目28-15）
- 南光台東児童センター（南光台東二丁目49-22）
- ハピネス保育園南光台東（南光台東一丁目1-19）

#### 公園
- 長岫公園（南光台東三丁目10）
- 南光台東三丁目南公園（南光台東三丁目51-93）
- 南光台東一丁目公園（南光台東一丁目1-229）
- 南光台東一丁目北公園（南光台東一丁目35-452）
- 南光台東一丁目西公園（南光台東一丁目1-380）
- 南光台東一丁目南公園（南光台東一丁目35-453）
- 南光台東一丁目緑地（南光台東一丁目33-2外）
- 南光台東二丁目公園（南光台東二丁目43）
- 南光台東二丁目あさひ公園（南光台東二丁目126-1外）
- 南光台東二丁目東公園（南光台東二丁目27-127）
- 南光台東二丁目南公園（南光台東二丁目5-209）
- 南光台東二丁目ゆうひ公園（南光台東二丁目119-4外）
- 南光台東二丁目緑地（南光台東二丁目81外）
- 南光台東三丁目公園（南光台東三丁目54-14）

#### 集会所
- 東集会所（南光台東一丁目49-8）
- 南光台東二丁目集会所（南光台東二丁目7-9）
- 泉東集会所（南光台東二丁目22-34）

### 史跡
- 松森焔硝蔵跡（南光台東二丁目33-5） - 仙台市指定史跡

### 商業・店舗など
- 杜の都信用金庫 南光台支店（南光台東一丁目1-1）
- ローソン 仙台南光台東一丁目店（南光台東一丁目3-2）
- 山形銀行 南光台支店（南光台東一丁目52-1）
- すし海道 南光台店（南光台東一丁目53-18）
- パリミキ 南光台店（南光台東二丁目1-1）

## 交通

### 鉄道
- 鉄道駅はない。最寄り駅は仙台市地下鉄南北線の旭ヶ丘駅。

### バス
- 仙台市営バス
  - 南光台東一丁目西 - 南光台東一丁目中央 - 南光台東小学校入口（49/59系統）
  - 南光台東一丁目西 - 南光台東一丁目中央 - 南光台東一丁目 - 南光台南三丁目北（47系統）
  - 鶴ケ谷四丁目北 - 南光台南三丁目北（50/51/53/120/220系統）

### 道路
- 一般国道、一般県道は通っていない。通りの名称としては四条通りなどがあり、南光台・南光台南・南光台東には一条通りから八条通りまで存在する。これは道が縦横に整備されている京都に倣い名付けられたからとされている[16]。